# Fléville-Lixières
Fléville-Lixières is een gemeente in het Franse departement Meurthe-et-Moselle (regio Grand Est) en telt 241 inwoners (2005).
De gemeente maakt deel uit van het arrondissement Briey en sinds 22 maart 2015 van het kanton Pays de Briey. Daarvoor hoorde het bij het kanton Conflans-en-Jarnisy, dat op die dat opgeheven werd.

## Geografie
De oppervlakte van Fléville-Lixières bedraagt 14,0 km², de bevolkingsdichtheid is 17,2 inwoners per km².
De onderstaande kaart toont de ligging van Fléville-Lixières met de belangrijkste infrastructuur en aangrenzende gemeenten.

## Demografie
De figuur toont het verloop van het inwonertal (bron: INSEE-tellingen).